# HMS Hercules (1868)
El HMS Hercules fue un buque blindado o ironclad de batería central que sirvió con la Royal Navy durante la época la época Victoriana . Fue el primer buque de guerra al cual se dotó de un armamento principal compuesto por piezas de 254 mm (10 “).
Diseñado por Sir Edward Reed, era en todos los aspectos una versión agrandada de su anterior creación, el HMS Bellerophon con un blindaje más grueso y armas más pesadas. Disponía un espolón pronunciado, al contrario que sus predecesores que lo tenían redondeado; tenía así mismo un castillo a proa, pero carecía del mismo a popa, hasta que le fue añadido para asumir el papel al que fue destinado como buque insignia de la Flota del Mediterráneo. Estaba dotado de un timón compensado que reducía los esfuerzos físicos necesarios para hacerlo girar. En 1874, se le añadió la instalación necesaria para hacerlo girar mediante la fuerza del vapor de su máquinas.
La disposición de su armamento principal, provocó que las cadenas del ancla, se dispusieran sobre la cubierta principal; siendo el primer buque acorazado en el que se colocaban según esta disposición.

## Armamento

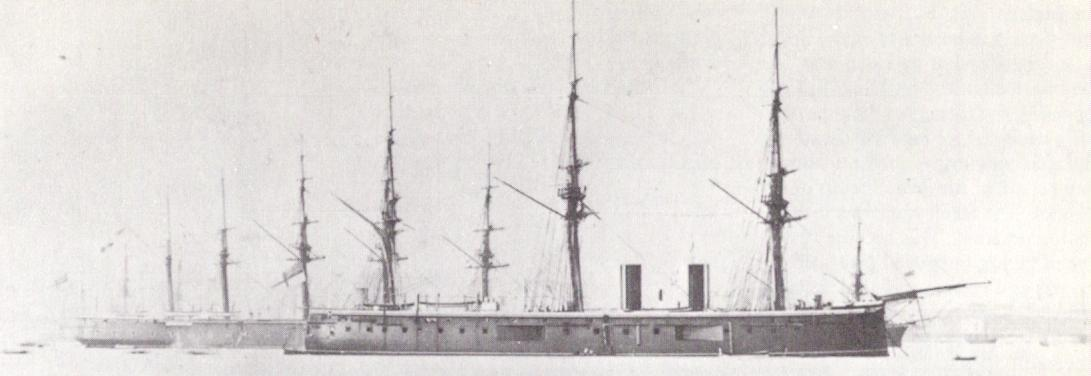
HMS Hercules

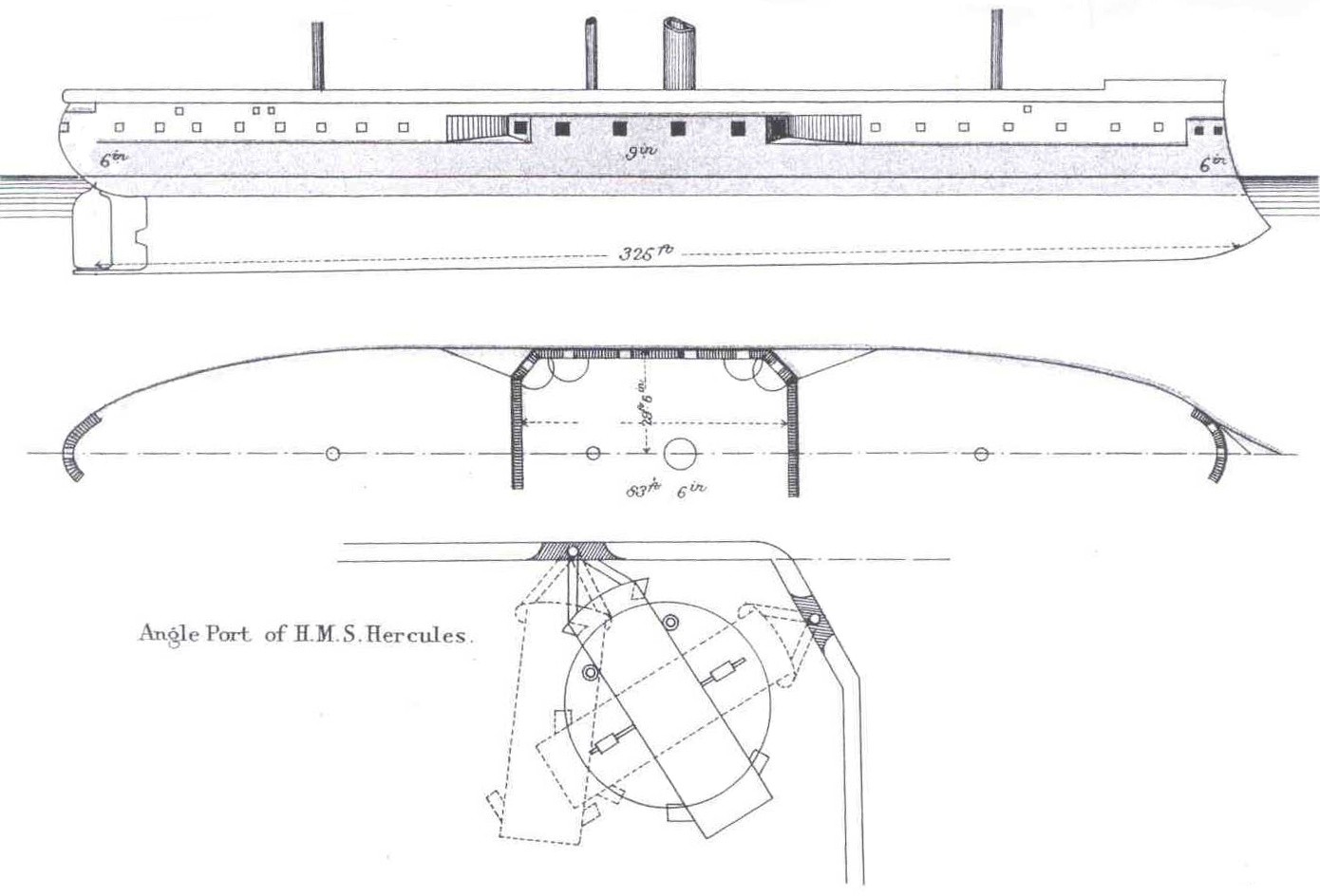
Diagrama de la batería central, del Brassey's Naval Annual 1888

Fue el primer buque de guerra en portar los nuevos cañones de retrocarga de 254 mm, colocados en una batería central. Estos cañones, que pesaban 18 toneladas, podían disparar proyectiles de 181 kg con una velocidad de salida de boca de 420 m/s. Con un equipo bien entrenado se podía realizar un disparo cada 70 segundos.
Los cañones de 228 mm, estaban colocados sobre la línea de crujía en la cubierta principal para proporcionar fuego a popa, y los de 177 mm, estaban montado sobre la cubierta principal para disparar a ambos costados. 
En 1878 sobre su cubierta principal se instalaron dos montajes lanzatorpedos para torpedos Whitehead de 355 mm (14”)

## Historial de servicio
Fue dado de alta en Chatham, y sirvió con la Flota del Canal hasta 1874. En julio de 1871 remolcó al HMS Agincourt desde Pearl Rock (Gibraltar). Abordó al HMS Northumberland durante un temporal en 1872, momento en el que ambos buques, sufrieron daños. Tras ser modernizado entre 1874 y 1875 fue utilizado como buque insignia de la Escuadra del Mediterráneo hasta 1877. Fue dado de baja en Portsmouth, y devuelto al servicio activo como buque insignia del Escuadrón de Servicio Especial formado bajo el mando del almirante Astley Cooper Key durante la crisis con Rusia en 1878. Fue relegado a tareas de guardacostas en Clyde hasta 1881. Fue buque insignia de la flota de reserva entre 1881 y 1890, excepto un corto periodo de tiempo en 1885 cuando formó parte de un 2º escuadrón de servicios bajo el mando del Almirante Geoffrey Hornby. 
Fue modernizado entre 1892 y 1893, y puesto en reserva en Portsmouth hasta 1904. Cambió su nombre por el de HMS Calcutta para dejar libre su nombre para un nuevo acorazado, sirvió como buque almacén en Gibraltar hasta 1914; fue llevado a remolque hasta Gran Bretaña ya que sus motores en esos momentos, no eran operativos, y fue convertido en instalación de entrenamiento de artificieros en Portsmouth bajo el nombre HMS Fishgard II. En esos momentos, ya no tenía mástiles, chimenea, armamento y superestructura, por lo que su perfil, resultaba irreconocible como el del buque que había sido, uno de los mejores diseños de Edward James Reed.